# Phengaris arionides
Phengaris arionides је инсект из реда лептира (лат. Lepidoptera) и породице плаваца (лат. Lycaenidae).

## Распрострањење
Врста има станиште у Јапану, Кини и Русији.

## Станиште
Врста Phengaris arionides има станиште на копну.

## Угроженост
Ова врста је на нижем степену опасности од изумирања, и сматра се скоро угроженим таксоном.